# Jan Kraeck

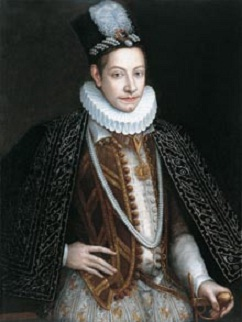
Charles-Emmanuel Ier de Savoie par Kraek

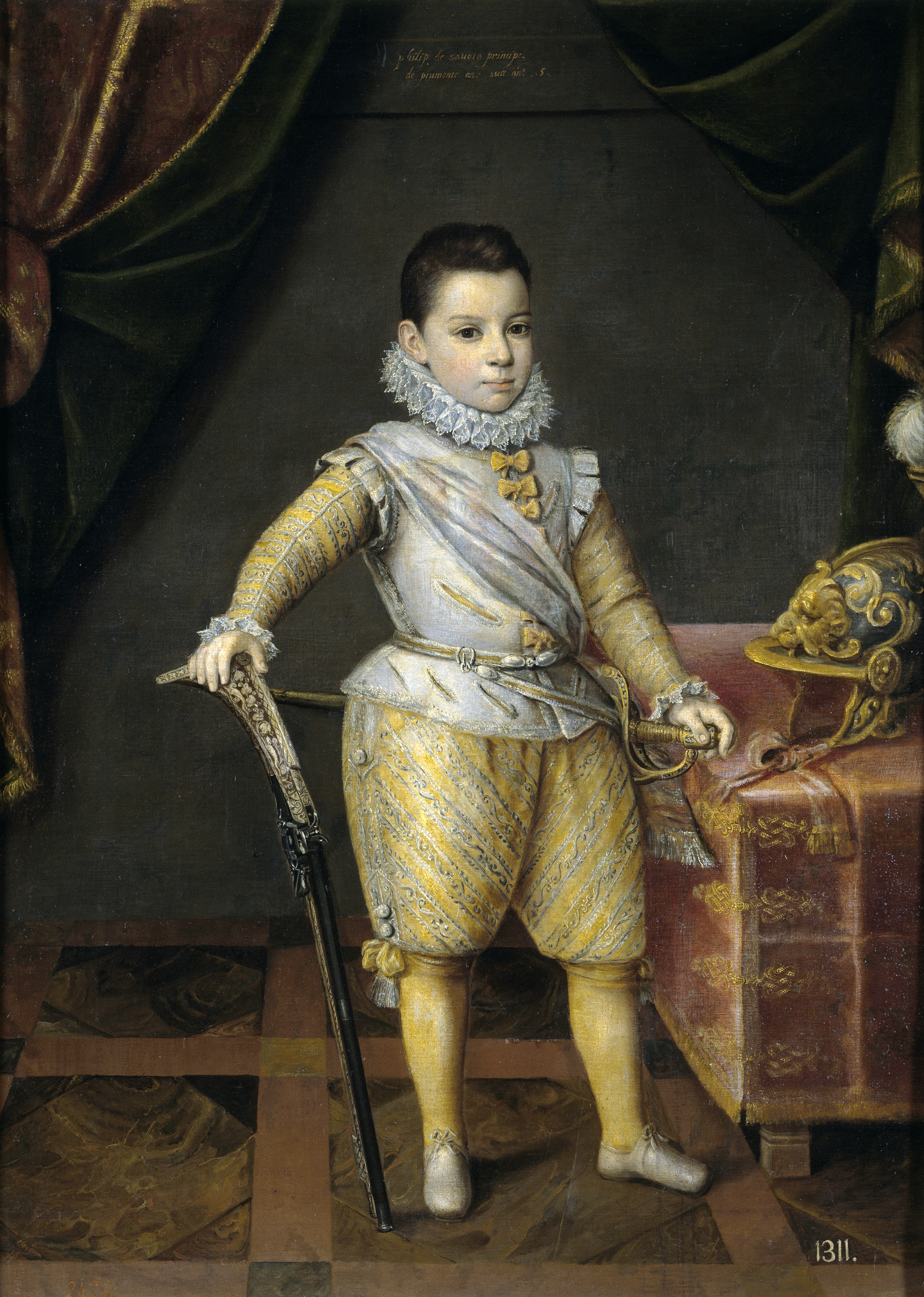
Philippe-Emmanuel de Savoie à 5 ans, Madrid, Prado

Jan Kraeck (Giovanni Carraca en Piémont, on trouve aussi les formes Carrach, Carracka, Caraqua), né à Haarlem vers 1550 et mort à Turin en 1607, est un peintre flamand de la fin de la Renaissance à la cour des ducs de Savoie.

## Biographie
Jan Kraeck a exercé son métier de peintre à Chambéry, en Espagne à la cour du roi Philippe II d'Espagne et à la cour des ducs de Savoie à Turin, de 1568 jusqu'à 1607, date de sa mort.
Il est le portraitiste officiel de la cour des princes de Savoie à Turin. Il est également connu pour la peinture de scènes religieuses, pour ses dessins et ses relevés topographiques. Il est agréé par les lettres patentes données par le duc Emmanuel-Philibert de Savoie en date du Ier janvier 1568, puis, à la mort de ce dernier, passe au service de son fils le duc Charles-Emmanuel Ier de Savoie en 1580. 
Il est envoyé à de nombreuses reprises à Chambéry, capitale du duché de Savoie, et il y exécute de nombreux portraits de notables savoyards. Puis, en 1585, il accompagne la famille de Savoie en Espagne pour célébrer le mariage du duc Charles-Emmanuel Ier de Savoie avec la fille du roi Philippe II d'Espagne, Catherine-Michelle d'Autriche. À la cour de Madrid, Jan Kraeck peint de nombreux portraits des membres de la famille royale et des Grands d'Espagne. 
Le fond le plus important de ses œuvres actuellement recensé est composé des portraits des enfants du duc Charles-Emmanuel Ier de Savoie.

## Œuvres
Portraits et groupes peints par Jan Kraeck (Giovanni Carraca)
- P/1 Victor-Amédée Ier de Savoie, enfant (1587-1637). (Vendu aux enchères chez Christi'es à Londres le 22 avril 2005).
- P/2 Thomas de Savoie-Carignan, enfant (1595-1656). (Vendu chez Christi'es le même jour).
- P/3 Marguerite de Savoie, duchesse de Mantoue enfant (1589-1655). (1595)
- P/4 Charles-Emmanuel Ier de Savoie à 18 ans, 1580, huile sur toile. Il présente le symbole du huit, symbole d'amitié, sur les riches vêtements et bijoux : le nœud de Savoie.
- G/1 Groupe de deux enfants : Philippe-Emmanuel (1586-1605) et de Victor-Amédée Ier de Savoie (1587-1637), enfants. (Les deux fils ainés du duc Charles-Emmanuel Ier de Savoie).
- G/2 Groupe de deux enfants : Victor-Amédée Ier de Savoie (1587-1637) et d'Emmanuel-Philibert de Savoie (1588-1624, enfants. (Fils du duc Charles-Emmanuel Ier de Savoie)( Vendu aux enchères chez Christi'es. Londres 14 décembre 2010).
- G/3 Groupe de trois enfants : Victor-Amédée Ier de Savoie (1587-1637), Emmanuel-Philibert de Savoie (1588-1624) et Philippe-Emmanuel de Savoie (1586-1605), enfants du duc Charles-Emmanuel Ier de Savoie. (Exposé à la Fondation Yannick Vu et Ben Jakober. Majorque).
- P/5 Philippe-Emmanuel de Savoie (1586-1605), adolescent, fils du duc Charles-Emmanuel Ier de Savoie. (huile sur toile).
- P/6 Victor-Amédée Ier de Savoie, adolescent (1587-1637), adolescent, (huile sur toile).
- P/7 Emmanuel-Philibert de Savoie, vice-roi de Sicile, (1588-1624) adolescent, 2e fils du duc Charles-Emmanuel Ier de Savoie.
- P/8 Marie-Appoline de Savoie, enfant (1594-1656). (Fille du duc Charles-Emmanuel Ier de Savoie. Elle sera religieuse à Rome).
- P/9 Sénateur Milliet, 1577, huile sur toile traitée, Musée des beaux-arts de Chambéry.
- P/10 Jeanne Lambert, 1577, Huile sur toile, Musée savoisien de Chambéry. Il s'agit de la femme du président Milliet
- P/11 Charles-Emmanuel Ier de Savoie, 1607, Portrait en pied.

Compositions de scènes religieuses
- Présentation de Jésus au Temple (devant le duc Charles-Emmanuel Ier en armure), à l'origine situé dans l'Église Saint-Dominique de Turin, puis exposé au Museo civico d'arte antica au Palais Madame de Turin.
- Apparition de la Vierge devant trois hommes en arme, 1570, huile sur toile, 144,5 × 186,5 cm, Galleria Sabauda.
- La Sainte Famille.

## Notoriété de Jan Kraeck
Le Musée savoisien de Chambéry a organisé une exposition des œuvres de Kraeck (Carraca) en 2006. Un fond de 4 tableaux et une gravure y sont conservés. La Galleria Sabauda et le Museo civico d'arte antica au palais Madame de Turin présentent également ses œuvres. Les portraits espagnols méritent également d'être recensés.